# Antoine Mourre
Antoine Mourre – francuski kierowca wyścigowy.

## Kariera
W swojej karierze Mourre startował głównie w Stanach Zjednoczonych w mistrzostwach AAA Championship Car oraz towarzyszącym mistrzostwom słynnym wyścigu Indianapolis 500, będącym w latach 1923-1930 jednym z wyścigów Grandes Épreuves. W pierwszym sezonie startów, w 1924 roku w wyścigu Indianapolis 500 uplasował się na dziewiątej pozycji. W mistrzostwach AAA raz stanął na podium. Z dorobkiem 225 punktów został sklasyfikowany na dwunastej pozycji w klasyfikacji generalnej. Rok później był 23.